# Ioacaz (re d'Israele)
Ioacàz o Yoachaz (in ebraico יְהוֹאָחָז‎?; IX secolo a.C. – IX secolo a.C.) è stato un re d'Israele.
L'archeologo statunitense William F. Albright fa risalire il suo regno in un periodo che va dall'815 a.C. all'801 a.C., mentre l'archeologo Edwin R. Thiele propone le date 814 - 798 a.C. Le principali fonti documentali che testimoniano la sua esistenza si trovano nel secondo Libro dei Re.

## Biografia
Ioacaz, il cui nome in ebraico significa Yahweh ha tenuto, ha cominciato a regnare intorno all'anno 815 a.C., è stato l'undicesimo re di Israele, e ha regnato per 17 anni. Ereditò il regno da suo padre Jehu; secondo il racconto del secondo libro dei Re fece del male agli occhi di Yahweh, e il suo popolo seguiva le pratiche religiose della casa di Geroboamo, che includevano l'adorazione del palo sacro asherah in Samaria. Fu più volte sconfitto da Hazael e dal figlio di lui Ben Hadad III re degli Aramei. Ioacaz chiese al Signore un liberatore per liberare Israele dall'oppressione degli Aramei, i quali furono sconfitti, ma il re ebbe l'esercito ridotto a soli 50 cavalieri, 10 carri e 10000 fanti.